# Crinipus
Crinipus là một chi bướm đêm thuộc họ Sesiidae.

## Các loài
- Crinipus leucozonipus  Hampson, 1896
- Crinipus marisa (Druce, 1899)
- Crinipus pictipes (Hampson, 1919)
- Crinipus vassei (Le Cerf, 1917)